# No Man's Sky
No Man's Sky (укр. Нічийне небо) — відеогра жанру action-adventure/виживання, розроблена британською інді-студією Hello Games. Гра була анонсована на церемонії VGX в 2013 році та випущена 9 серпня 2016 року на PlayStation 4, а 12 серпня — на ПК. Для Xbox One гру було видано 24 липня 2018 року, а для PlayStation 5, Xbox Series X і Series S — в листопаді 2020 в момент виходу цих консолей.
У No Man's Sky гравець виступає дослідником процедурно генерованого всесвіту, в якому досліджує численні планети і шукає пригоди, самостійно творячи сюжет.

## Ігровий процес
Гравець виступає в ролі дослідника всесвіту, котрий шукає його центр, подорожуючи різними планетами і знаходячи там пригоди. Сюжет створюється самим гравцем залежно від того, який стиль гри він обирає. Існує чотири режими гри: звичайний, ускладнений, неминуча смерть і творчий. Останній дозволяє сконцентруватися на дослідженнях галактики і будівництві баз, не зустрічаючи ворогів чи нестачі ресурсів.
Подорожі здійснюються за допомогою космічного корабля обраного типу: торгового, бойового чи дослідницького. На космічних станціях можна купити нові кораблі і їх деталі, обладнання, знайти завдання. Якщо гравець втратить корабель і/або загине, він відродиться на найближчій космічній станції, втративши майно, та зможе отримати безкоштовний корабель, але найпростіший. В межах планетних систем польоти вільні, для міжзоряних необхідне паливо, що його слід купувати або добувати самому. В космосі зустрічаються різні фракції людей і пірати. Гравець може приєднуватися до будь-кого, але це відповідно матиме наслідки. Наприклад, за напади на конвої гравця буде переслідувати поліція.
Планети генеруються, а не є попередньо заданими, але вже відвідані зберігаються на жорсткому диску. Відповідно до розташування в зоряних системах, умови відрізняються: ближчі до сонця — посушливі, віддалені — покриті льодом. Генерація планет включає не тільки їх ландшафт, але і місцевих тварин і рослин. Гравець може таким чином стати першовідкривачем нових небесних тіл та форм життя і дати їм назви (обмежено фільтрами слів). Разом з тим життя не є поширеним явищем і більшість планет пустельні, а можуть мати і високий рівень радіації чи інші згубні фактори. На певних планетах знаходяться цінні мінерали та артефакти інших цивілізацій, якими можна торгувати чи використовувати для вдосконалення обладнання. Все добуте можна скласти про запас на вантажний корабель, а потім викликати його за потреби.
Для успішних досліджень та оборони служать численні різновиди обладнання і зброї. Впродовж гри знаходяться інструкції з їхнього вдосконалення та креслення, наприклад, для збільшення радіуса дії сканерів чи доповнення скафандра додатковими слотами для встановлення приладів. Основним джерелом енергії для всієї техніки служать ізотопи реальних і вигаданих елементів: карбону, плутонію і тамію. Кожен вид дає різну кількість енергії, що енергоємніший ізотоп, то рідше він зустрічається на поверхнях планет. Іншим важливим типом елементів є оксиди, що потрібні для роботи такого обладнання як силові щити. Інші речовини витрачаються на створення і вдосконалення техніки. Іноді можна відшукати уламки інших кораблів та добути з них креслення чи зняти готові частини, а той забрати покинуте судно повністю.
На планетах дозволяється будувати бази з різних модулів і прикрашаючи їх зсередини. Покинувши планету, мандрівник може повернутися на базу за допомогою телепорту. За бажанням можна розмістити там контейнери для зберігання видобутих ресурсів, а також відкрити лабораторію для вирощування різноманітних рослин. Після збору врожаю з цих рослин добуваються цінні ресурси. Також на планети можливо скинути автоматичні збірники ресурсів, комунікаційні пристрої та застави, які служать точками збереження.
В галактиці існують різні цивілізації, такі як ґек, кворакс чи ві'кін. Тоді як набір розумних істот сталий, діалоги між персонажами генеруються процедурними алгоритмами на різних мовах. Тому щоб успішно торгувати або співпрацювати з іншими цивілізаціями, персонаж гравця мусить вивчати їхні мови. Разом з тим вони не мають незвичайної граматики — у кожного слова є аналог англійською.
Коли дослідник долає всі труднощі на шляху і пробирається до центра галактики, він потрапляє в міжпросторовий портал, який переносить його корабель до іншої галактики. Там він може почати нові дослідження і знайти нові пригоди.

## Розробка

### E3 2014
На виставці Е3 2014 в рамках прес-конференції Sony Computer Entertainment було представлено два трейлера No Man's Sky. Один з них показував нарізку відеозаписів ігрового процесу в космосі та на планетах. В іншому крім цього показали уривок безперервної гри: пошук мінералів, нових видів фауни, міжпланетний переліт, раптову появу космічного флоту і бій у космосі.
За підсумками виставки гра була номінована на Game Critics Awards у трьох категоріях — «Найкраща гра виставки», «Найкраща оригінальна гра» і «Найкраща гра від стороннього виробника». Вона перемогла в двох останніх і здобула спеціальну нагороду як найінноваційніша гра на Е3 свого року.

### Е3 2015
На конференції PC Gaming Show під час виставки E3 2015 було анонсовано, що гру заплановано до релізу на PC і PlayStation 4 одночасно.
27 жовтня 2015, на Паризькому тижні відеоігор була оголошена приблизна дата релізу — липень 2016. 3 березня 2016 її було уточнено — гра вийде 22 червня у дисковому видання та для цифрової дистрибуції. Тоді ж стартували попередні замовлення та стало відомо про обмежене видання з додатковими матеріалами.

### Майбутнє
Геймдизайнер Шон Мюррей запропонував розширити гру за рахунок завантажуваного контенту, який, через використовувані процедурні системи генерації, найімовірніше, буде у вигляді додаткових функцій, а не нового контенту. Hello Games вказала на будівництво баз і можливість купувати вантажні кораблі як на заплановані доповнення до гри. Мюррей передбачав, що всі оновлення будуть у вільному доступі. Колишній керівник Sony Шахід Ахмад, який очолював зусилля Sony по придбанню No Man's Sky, стверджував, що у Hello Games був запланований графік оновлень гри ще у 2013 році. 
Перший великий контентний патч гри під назвою "Оновлення фундаменту" був випущений у листопаді 2016 року і додав можливість будувати бази на планетах, купувати міжзоряні вантажні кораблі з аналогічною кастомізацією будівництва баз, а також відкритий творчий режим. До нього входить режим виживання, який зменшує доступність ресурсів і ускладнює сутички з ворогами, а також різні інші покращення.
Мюррей припустив можливість випуску інструментів для модифікації гри для гравців Windows, хоча зазначив, що вони будуть обмеженими і не дозволять гравцям створювати нові планети в грі, наприклад. Приблизно через тиждень після релізу для Windows гравці вже почали вивчати файли гри і створювати неофіційні моди, принаймні один веб-сайт для обміну модами пропонував їх для розповсюдження. Відтоді Hello Games надала патчі, які допомагають підтримувати ці користувацькі моди.
Мюррей заявив в інтерв'ю IGN перед релізом, що віртуальна реальність "дуже добре підійде" для No Man's Sky, оскільки імерсивний досвід може створити "дійсно напружені моменти в грі"; підтримка віртуальної реальності була згодом оголошена як частина безкоштовного оновлення "Beyond" в середині 2019 року. Мюррей також прокоментував потенціал ремастерингу No Man's Sky для системи з більшими апаратними можливостями, припустивши, що вони зможуть збільшити роздільну здатність текстур і ступінь складності флори і фауни на планетах.

## Підтримка
В переліку вказано основні оновлення. Для перегляду змін, доданих у проміжних оновленнях, див. журнал релізів на офіційному сайті гри [Архівовано 29 жовтня 2018 у Wayback Machine.]
У зв'язку з великою кількістю негативних відгуків, розробники в листопаді 2016 опублікували плани з виправлення гри. «Після релізу No Man's Sky стала предметом гострих жвавих дискусій. Весь цей час ми мовчали, але прислухалися до думок гравців і думали про те, як можна вдосконалити гру, яку наша команда дуже любить і якій готова віддавати всі свої сили. Неважливо, хвалили ви гру або лаяли, — ми почули вас. Це по-справжньому допоможе нам зробити No Man's Sky кращою» — було повідомлено в блозі. Початок «виправлення» відбувся з виходом листопадового оновлення до версії 1.1. під назвою «Foundation» (відсилка до «Фундації» фантаста Айзека Азімова).
- «Foundation» 1.1. внесло додаткові режими гри (ускладнений і творчий), будівництво баз, вантажні кораблі. Також у грі з'явилися нові біоми на планетах, ресурси і технології. Інтерфейс було спрощено, зокрема в інвентарі однакові предмети можна складати в одну комірку. Показники рівня здоров'я й щита уточнилися і показують не лише сам рівень, а й швидкість його зниження. Сканери ресурсів стали відображати більше інформації — які конкретно елементи містяться навколо, а не тільки їх загальні типи. Графіка позбулася таких недоліків як «сходинки» кривих ліній, малопомітні ефекти, дратівливі поєднання кольорів[11].
- Березневе оновлення 2017 року «Path Finder» до версії 1.2. додало можливість користуватися наземним транспортом, показувати свої бази іншим гравцям, спеціалізацію різних видів зброї (пістолети, рушниці, експериментальна і чужопланетянська) та кораблів (шатл, винищувач, торговий і науковий). Транспорт, бази і зброя отримали також набір додаткових модулів для їх точнішого налаштування. Додалася підтримка можливостей PS4 Pro для консольної версії та загалом зросла якість текстур, вдосконалилося освітлення, додалася низка фільтрів обробки зображення, залежно від оточення, та підтримка HDR-рендерингу. No Man's Sky отримала режим фотографування, в якому гравець може безперешкодно обрати гарний ракурс, щоб зробити знімок екрана. Новий режим гри «Неминуча смерть» додає нову складність: якщо персонаж гине в космосі, то гра починається в тій самій галактиці, але заново і на найближчій від місця смерті планеті[23].
- На початку серпня 2017 відбувся анонс оновлення до версії 1.3. «Atlas Rises». Нові аспекти генерації галактики включають рівні багатства, економіки й конфліктності зоряних систем. Навігація галактикою стала детальнішою з відображенням численних параметрів кожної системи та фільтрації даних за типом шуканої інформації. Було збагачено різноманітність біомів планет, на поверхнях небесних тіл з'явилися залишки велетенських стародавніх кораблів, які можна дослідити для добуття ресурсів. Місії, які можна взяти на космічних станціях, стали різноманітнішими, додалися гільдії та різні персонажі, завдання котрих гравець може виконувати. Для торгівлі було додано більше товарів, а багато предметів можна змайструвати, поєднавши кілька деталей. Було внесено добування корисних елементів з газових гігантів спеціальними апаратами. Сканування оточення з «Atlas Rises» надає більше відомостей, за нього можна отримувати винагороду. Інтерфейс надає зручніший перегляд списку завдань, а вбудоване керівництво з гри пояснює багато правил геймплею. В режимі фотографування додалася опція регулювання глибини різкості. Оновлення зробило багато текстур детальнішими. Гравець отримав змогу змінювати ландшафти планет, створюючи скульптури і лендарт. На планетах з'явилися портали давніх цивілізацій, здатні переносити дослідника до інших порталів. Для цього слід знаходити гліфи, що задають адреси порталів. Також оновлення внесло збалансованіші бої та польоти над планетами на низькій висоті. В «Atlas Rises» до 16-и гравців можуть допомагати одне одному та спілкуватися, візуалізуючись як летючі сфери світла[24].
- З оновленням 1.5 «Next», виданим 24 липня 2018, гра розширилася повноцінним мультиплеєром, де низка гравців можуть спільно досліджувати галактику, обмінюватися здобутками і разом будувати бази. Якщо гравець грає одноосібно, інші й надалі можуть допомагати йому в формі сфер світла. Відтепер надається вибір за представника якого виду грати, на додаток до людини. Геймплей збагатився пов'язаними між собою місіями з різними завданнями для їх виконання. З виходом оновлення було складено галактичний атлас, куди внесено інформацію про основні місця мультиплеєрної галактики. Розширився набір частин для будівництва бази, стало можливо зводити телепорти, миттєво щоб переноситися між точками на поверхні планети. «Next» гравці змогли обирати перспективу: від першої чи третьої особи. Також розширився набір хімічних елементів, було додано устаткування для очищення й переробки сирих ресурсів на чисті елементи. Вдосконалення торкнулися і графіки, вона стала якіснішою без втрати продуктивності, процедурна генерація створює різноманітніші ландшафти, планети загалом стали унікальнішими як на поверхнях, так і з космосу. Інтерфейс зазнав оптимізації, як і вигляд кораблів, щоб зробити його більш привабливим. Частини устаткування тепер стало можливо купувати на галактичних ринках, розташованих на космічних станціях. Урізноманітнилися озвучування та жести NPC[25].
- Оновлення «The Abyss» до версії 1.7 від 29 жовтня 2018 урізноманітнило дослідження планет підводними просторами. У водоймах гравець може плавати з допомогою скафандра чи міні-субмарини та знаходити нові поклади ресурсів, істот, затонулі руїни чи наповнені скарбами впалі космічні кораблі. З оновленням було додано водні біоми, вдосконалено графіку, з'явилася можливість будувати бази під водою. Також було переглянуто систему покупки й модернізації транспортних засобів. Стало можливо сканувати космічні кораблі та ремонтувати дружні фрегати в мультиплеєрі[26].
- Наступне оновлення «Visions», видане 22 листопада, збагатило поверхні планет новими елементами довкілля, варіаціями ландшафтів і водних просторів, природними умовами, флорою і фауною, корисними знахідками. Було вдосконалено відображення неба, впроваджено нові погодні ефекти. В No Man's Sky з'явилися багатокористувацькі місії, а в однокористувацьких додалися завдання з археології[27].
- «Beyound», що вийшло 14 серпня 2019, оновило гру до версії 2.0 і значно розширило багатокористувацьку гру. Тепер кількість гравців, які за домовленістю грають у спільній галактиці, зросла з 4 до 8 для консолей та з 4 до 32 для ПК. Всі гравці отримали змогу цілком бачити оформлення персонажів одні одних, тоді як раніше деякі деталі були видимі тільки власнику. Було вдосконалено чат і голосове спілкування між учасниками. Гра отримала підтримку шоломів віртуальної реальності. Було додано багато нового контенту й покрокові інструкції з отримання будь-якого матеріалу чи технології. Так звані «Космічні аномалії» перетворилися на хаби, де до 16-и гравців одночасно можуть обмінюватися інформацією та домовлятися про спільні місії. З «аномалій» стало можливо телепортуватися одразу на бази інших гравців і отримувати в їхньому «Нексусі» особливі завдання. Загалом навігація та отримання відомостей про світ стало легшим та інформативнішим. Технології отримали розвиток за принципом дерева — одні технології відкривають доступ до інших і отримати їх раніше, навіть маючи всі необхідні ресурси й креслення, неможливо. Розширилося будівництво бази, додалися нові модулі та спеціалізації баз. З'явилася опція приручення тварин з метою отримання молока, яєць чи матеріалів. Додатково, гравцям пропонується готувати страви за рецептами, які потім можна спожити. Гра отримала підтримку Vulkan API та поглиблені налаштування[28].
- Оновлення «Synthesis» 2.2, видане 4 грудня 2019, було зосереджене на віртуальному господарстві. Вдосконалилося оснащення зорельотів, їх розвиток і переробка на брухт. Гравці отримали інструменти формування ландшафтів і налаштування вигляду своїх персонажів. Полегшився доступ до ринків і отримання інформації про галактичну економіку. Крім того було впроваджено нові технології, частини баз[29].
- «Living Ship» 19 лютого 2020 розширило набір кораблів органічними кораблями й додало нових істот[30]. Наступним 7 квітня вийшло «Exo Mech», з яким гравці отримали пілотованих роботів, які доповнюються модулями. Деякі надають підвищений захист від небезпечного середовища, інші кращі для здійснення досліджень тощо. До обладнання додалися сонячні панелі, якими можна заряджати техніку вдень. Крім того з'явилися додаткові пристрої, призначені полегшити обслуговування бази, навігацію, повернення до вже відвіданих місць, і виклик підмоги. Також було вдосконалено графіку: промальовування далеких об'єктів, масштабовану роздільність[31]. 10 червня було запроваджено кросплатформову гру між Windows і Xbox One[32].
- Оновлення «Genesis» 3.0, видане 23 вересня 2020, додало нові типи зоряних систем, зокрема з подвійними та потрійними зорями, та різні умови на планетах, такі як хмарність, грози, смерчі, пожежі, падіння метеоритів, виверження вулканів, гравітаційні аномалії. Було додано новий тип ландшафту — болота, та величезні будівлі, де можна отримати цінну інформацію чи скарби, покинуті бази й руїни. Інтерфейс отримав нові кольори та стилі, як і оформлення планет. Зросла деталізація ландшафтів. Біосфери збагатилися новими типами тварин, що можуть генеруватися на планетах, а також «дикими» роботами. Крім того, було запроваджено механіку зараження певних планет інвазивними видами. Телепорти, що ведуть на інші планети, стали надавати більше інформації про місце прибуття. Фоторежим отримав додаткові колірні фільтри[33].
- З оновленням «Next generation», виданим 28 жовтня 2020, гра змогла запускатися на PlayStation 5, Xbox Series X і Series S (самі консолі почали продаватися пізніше). У версії для PlayStation 5 було додано підтримку її унікальних звукових можливостей та функцій геймпада. Графіка на PlayStation 5, Xbox Series X і ПК на рівні якості «Ультра» отримала підвищену деталізацію текстур, вдосконалені ефекти й більшу кількість об'єктів на ландшафтах при 60 кадрах на секунду та роздільності 4K. Мультиплеєр на цих платформах було розширено до 32-х гравців одночасно та збільшено максимальний розмір баз. Власники PlayStation 4 змогли безкоштовно оновити гру для її запуску на PlayStation 5[10].
- «Expeditions» 3.3, видане 31 березня 2021, доповнило гру режимом «Експедиції», в якому гравці починають проходження в наперед визначеній точці галактики та повинні відвідати низку локацій, в кожній з яких виконати послідовність завдань. Кожна експедиція поділяється на фази, за завершення яких видаються унікальні винагороди. Також було ускладнено пошук завдань, тепер від гравців вимагається самотужки шукати їх замість слідувати до вказівника. Гру було інтегровано з Twitch задля отримання додаткових винагород. Додалися щотижневі завдання та окремі планети, де гравці можуть зустрічатися та координувати свої дії. Дизайн дослідницьких кораблів було зроблено деталізованішим. Крім того, вдосконалився бій з використанням техніки, змінився вигляд списку завдань та інших елементів інтерфейсу[34].
- «Prisms» 3.5, видане 2 червня 2021, підвищило якість графіки, додавши більше відображень і ефектів освітлення, об'ємне світло, нові ефекти міжзоряних польотів, масштабування зображення за DLSS та рельєфи текстур за POM, а також ефекти заломлення світла. Печери та підземні біоми стали насиченіші об'єктами. Небезпечні погодні явища стали з певним шансом утворювати нові цінні об'єкти. З'явилася можливість приручати літаючих тварин і подорожувати верхи на них[35].
- «Frontiers» 3.6, видане 1 вересня 2021, дозволило відвідувати та будувати на планетах унікальні поселення. В міру розбудови вони дають різні бонуси гравцям. Про думки та наміри жителів поселень інформують спеціальні позначки. Також оновлення урізноманітнило космічні туманності, частини баз для будування стали показуватися в формі сітки. Гра стала підтримувати більші файли збережень, кількість слотів збережень збільшилася з 5 до 15. Ефекти руйнувань у грі, як космічні, так і на планетах, отримали більшу деталізацію. Додалася можливість знайти яйце інопланетної істоти та виростити її в свого помічника[36].
- «Sentinels» 3.8, видане 16 лютого 2022, урізноманітнило набір і поведінку роботів. Роботи можуть охороняти Шпилі з цінними ресурсами та інформацією. Для протидії їм передбачено нову зброю та пристрій маскування. Екзоскелет  «Мінотавр» отримав автопілот, щоб підтримувати гравців у боях самостійно, і можливість удосконалення деталями роботів. Гравці змогли користуватися бойовими та ремонтними дронами. Підтримка технології AMD FidelityFX Super Resolution дозволила значно підвищувати частоту кадрів за збереження якості картинки, а на відеокартах NVIDIA в цьому оновленні запрацювало згладжування DLAA. Гру було оптимізовано для Steam Deck[37].
- «Waypoint» 4.0, видане 7 жовтня 2022, надало детальні налаштування різних аспектів гри перед стартом (включаючи режим «Релаксу» з мінімумом труднощів і динамічну складність, яка підлаштовується під дії гравців), автозбереження в будь-якому місці. З'явилися торгівельні ракети, що автоматично надсилають ресурси з планети. Додалася підтримка масштабування зображення за технологією AMD FidelityFX. У версії для Nintendo Switch з'явилися ексклюзивні предмети. Також було покращено візуальні ефекти, перероблено інвентар, додано хроніку пригод, нові завдання, детальніші вказівники та інструкції[38].
- «Interceptor» 4.2, видане 5 квітня 2023, додало новий тип планет («заражені» планети, вкриті кристалами) і пов'язані з ним споруди, обладнання та місії. Було покращено підтримку VR. Процедурно генеровані зорельоти стали різноманітніші та покращено космічні битви[39].

## Оцінки та відгуки

### Загальні
| Агрегатор  | Оцінка                                                   |
| ---------- | -------------------------------------------------------- |
| Metacritic | PS4: 71/100 PC: 61/100 XONE: 77/100 PS4 (Beyond): 83/100 |

| Видання                   | Оцінка |
| ------------------------- | ------ |
| Destructoid               | 7/10   |
| Electronic Gaming Monthly | 7/10   |
| Game Informer             | 7.5/10 |
| GameRevolution            | [ 47 ] |
| GameSpot                  | 7/10   |
| GamesRadar+               | [ 49 ] |
| IGN                       | 6/10   |
| PC Gamer (США)            | 64/100 |
| Polygon                   | 6/10   |
| The Guardian              | [ 53 ] |
| USgamer                   | [ 54 ] |
| VideoGamer.com            | 6/10   |

По виході No Man's Sky отримала змішані відгуки критиків. Середня оцінка версії для PlayStation 4 на агрегаторі Metacritic складає 71 бал зі 100, для Xbox One — 77/100, для ПК — 61/100. У той час як багато хто високо відзначив досягнення No Man's Sky у процедурній генерації всесвітів, деякі критики назвали флору та фауну всесвітів гри повторюваною та монотонною, а геймплей млявим та нудним.
Реакція гравців, що придбали версію для PlayStation 4, була здебільшого негативною, через наявність проблем з мультиплеєром та запуском гри. Реакція тих, хто купив Steam-версію гри була також здебільшого негативною через значні проблеми з продуктивністю графічного рушія або неможливість запустити гру взагалі. Загалом критика для всіх версій гри спрямовувалася на повторюваність ігрового процесу і генерованих об'єктів, відсутність конкретних цілей та відсутність заявленої можливості зустріти в галактиці інших гравців. Найбільші дистриб'ютори відеоігор навіть відмовились від звичних для них правил з повернення коштів гравцям, серед них Amazon, GOG, PSN, через велику кількість заявок. Проте також додали, що для повернення коштів потрібно надати точну інформацію про ігрові неполадки замість опису того, що гра не виправдала очікувань. Разом з тим це не завадило No Man's Sky стати найпродаванішою грою серпня у магазині PlayStation Store.
Ажіотаж навколо гри швидко спав. Якщо в день прем'єри в No Man's Sky одночасно грало 212000 людей, то 24 листопада їх кількість склала лише 504 в усьому світі, а середній час гри — пів години. Численні видання назвали цю гру найбільшим розчаруванням 2016 року.
З виходом оновлень No Man's Sky було розширено багатьма деталями й механіками, які розробники не встигли реалізувати в оригінальній грі. Чимало аспектів було вдосконалено згідно побажань гравців. Сайт Gamesindustry визнав No Man's Sky в 2019 році однією з небагатьох відеоігор, що надають дійсно унікальні відкриття, і тепер вона стала тією грою, котрою її бажали бачити. В березні 2020 року «TheGuardian» гру було зараховано до видатних ігор десятиліття, що затягують своїм процесом і тривалістю. Її було описано як «амбітну гру про дослідження космосу» в стилі «Космічної Одіссеї».

### Саундтрек
Офіційно виданий саундтрек гри, що отримав назву «Music for an Infinite Universe» був схвально прийнятий музичними критиками Ендрю Вебстер (англ. Andrew Webster) з «The Verge» описав саундтрек як продовження останніх альбомів «65daysofstatic» (особливо Wild Light), проте з перевагою науково-фантастичних настроїв. Критик зауважив, що перший трек, «Asimov», неначе переносить слухача на роботи Кріса Фосса. Сем Волкер-Смарт (англ. Sam Walker-Smart) з «Clash» поставив альбому 8 балів з 10, назвавши його однією з найкращих робіт «65DOS'» та відзначивши, що він «апокаліптичний, трансцендентний та просякнутий чистою епічністю».